# Āgoshg
Āgoshg (persiska: اغوشك دل, آگشگ) är en ort i Iran.   Den ligger i provinsen Hormozgan, i den sydöstra delen av landet, 1 200 km sydost om huvudstaden Teheran. Āgoshg ligger 44 meter över havet och antalet invånare är 245.
Terrängen runt Āgoshg är platt.Runt Āgoshg är det ganska glesbefolkat, med 25 invånare per kvadratkilometer. Närmaste större samhälle är Harangān, 12,8 km nordväst om Āgoshg. Trakten runt Āgoshg är ofruktbar med lite eller ingen växtlighet.